# Rhingia nasica
Rhingia nasica är en tvåvingeart som beskrevs av Thomas Say 1823. Rhingia nasica ingår i släktet näbblomflugor, och familjen blomflugor. Inga underarter finns listade i Catalogue of Life.